# Cortendorf

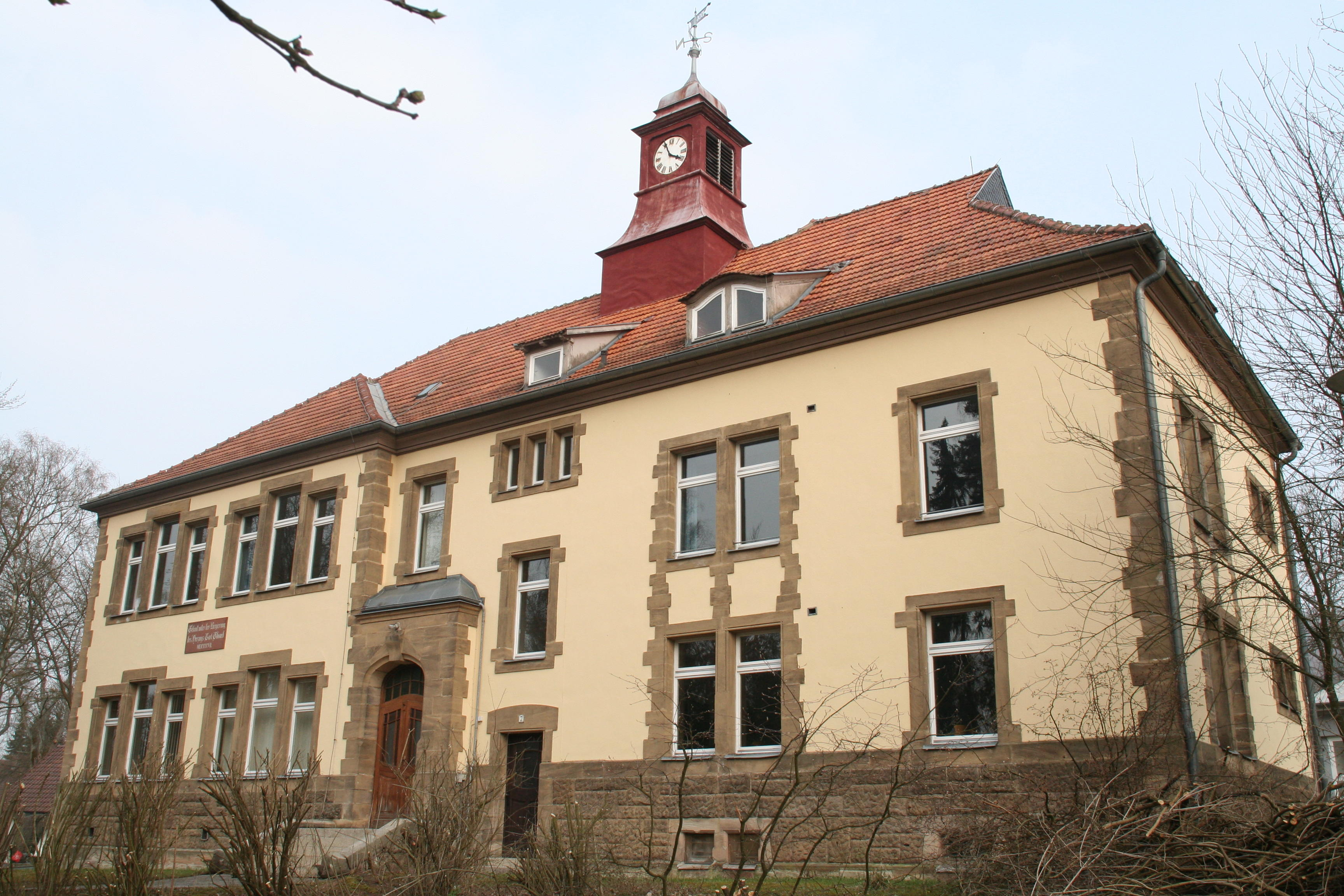
Wirtschaftsschule

Cortendorf ist ein Stadtteil der oberfränkischen Stadt Coburg.

## Geografie
Cortendorf hat den Siedlungscharakter einer Vorstadt. Es liegt 1,5 bis 3,5 Kilometer nordöstlich vom Stadtzentrum, mit dem es über den Hahnweg und die Rosenauerstraße verbunden ist. Cortendorf grenzt an den Coburger Stadtteil Rögen sowie an die Gemeinde Dörfles-Esbach. Die Flurgrenze zur Coburger Kernstadt verläuft zum Teil entlang der Grundstücke Rosenauer Straße 70 und Hahnweg 125 des Unternehmens LASCO Umformtechnik. Neucortendorf hat sich im Norden entlang der Itz entwickelt. Altcortendorf liegt südlich davon am Fuß des Bausenbergs wo ehemals der Hahnfluss, ein Mühlbach der Itz, entlang floss.
Am 30. Juni 2010 zählte Cortendorf 1477 Einwohner, was eine Bevölkerungsdichte von 895 Einwohnern pro km² ergibt.

## Geschichte
Im Kopialbuch der Propstei Coburg des Benediktinerklosters Saalfeld, das im Staatsarchiv Coburg aufbewahrt wird, befindet sich eine Abschrift einer Urkunde aus dem Jahr 1075. Mit ihr erhielt die Coburger Kirche durch den Würzburger Bischof Adelbero pfarrliche Rechte unter anderem für den Ort „Kurtindorff“. Die zweite Erwähnung folgte 1225 im Rahmen der gütlichen Beilegung eines Rechtsstreits. Hinweise, dass sich Cortendorf im Besitz eines Adelsgeschlechtes befand, gibt es nicht.
Das Dorf gehörte zum Kirchspiel der Pfarrei Seidmannsdorf und wurde 1838 nach St. Moriz eingepfarrt. Die Schüler durften ab 1853 Coburger Schulen besuchen. Ein eigenes Schulhaus wurde am 10. April 1907 eingeweiht, es beherbergt seit 1978 die staatliche Wirtschaftsschule.
1910 hatte Cortendorf 553 Einwohner, 1925 waren es 572. Am 1. Juli 1934 wurde es mit 165 Hektar Gemeindefläche und 650 Einwohnern in Coburg eingemeindet. Der Hahnfluss, der das Cortendorfer Stadtbild prägte, wurde 1958 verrohrt und zugeschüttet.

## Bildung
In Cortendorf befinden sich eine staatliche Wirtschaftsschule und der Cortendorfer Kindergarten Prinzessin Sibylla.

## Wirtschaft
Cortendorf ist ein alter Industriestandort. Die Brauerei Scheidmantel hat ihren Ursprung in einem Brauhaus an der Itz von 1834 und wurde 1998 geschlossen. Die im Jahr 1863 am Hahnfluss von Louis Langenstein und Ludwig Schemann gegründete Cortendorfer Eisengießerei und Maschinenfabrik existiert heute noch mit etwa 250 Mitarbeitern als LASCO Umformtechnik. Seit 1950 fertigt die zuvor in Sonneberg ansässige Firma Hermann-Spielwaren in Cortendorf Teddybären.
Im Jahr 1890 ging aus einer 1726 erstmals erwähnten Itzmühle eine Massemühle mit einer Porzellanfabrik hervor. Julius Griesbach übernahm 1891 die Porzellanfabrik Cortendorf, die schließlich ein 23.000 m² großes Areal an der Itz umfasste. Im Jahr 1973 wurde das Unternehmen von der Porzellanfabrik W. Goebel übernommen, die bis Mitte der 1990er Jahre dort mit bis zu 500 Mitarbeitern keramische Zier- und Nutzgegenstände produzierte. Im Jahr 2023 entstand das Konzept, das Areal als Kulturfabrik zu nutzen. Erstmals wurden dort die Coburger Designtage veranstaltet.

## Sehenswürdigkeiten
Siehe: Liste der Baudenkmäler in Coburg/Cortendorf